# Werner Bartl
Werner Bartl (* 11. Mai 1958 in Linz) ist ein österreichischer Autor und Fernsehjournalist.

## Leben
Werner Bartl war bis 2007 als Chefredakteur für die Sendungen Vera, Schicksalstag, Primavera und Vera Exklusiv für den ORF tätig. Danach leitete er als Sendungsverantwortlicher bei ProSieben Austria die AustriaNews, den Austria Top Talk und Tonight-TV. Vom Sendestart 2008 an begleitete er für die ProSiebenSat.1 Media zwei Jahre lang Puls 4 als Entwicklungschef. Danach gestaltete Bartl für ServusTV, ATV und Rocketmedia Dokumentationen im In- und Ausland. Ab 2015 arbeitete er redaktionell mit Schwerpunkt Innenpolitik für das Servus Journal. Er begleitete dabei auch regelmäßig österreichische Politiker bei Auslandsreisen und berichtete live über die Bundespräsidentenwahl aus der Hofburg.
2017 wurde er für ein Jahr interimistisch Chefredakteur beim Sender ATV. Im Rahmen dieser Tätigkeit entwickelte er für die Nationalratswahl in Österreich 2017 die Politsendung Reality Check für Moderatorin Sylvia Saringer, die daraufhin für den österreichischen Film- und Fernsehpreis Romy in der Kategorie „Information“ nominiert wurde.

## Schriften
- Geschlossene Sitzung, Facetten, Literarisches Jahrbuch der Stadt Linz, Jugend Volk, Wien/München 1985, ISBN 3-224-17930-9.
- Hinter den Kulissen: Toronto – Segen oder Fluch? Logos Verlag, Lage 1999, ISBN 978-3-933828-44-6.
- Jetzt erst recht! Das neue Lebensgefühl ab 50. Molden, Wien 2009, ISBN 978-3-85485-237-7.
- Österreich: „Weg des Buches“. Stein, Welver 2010, ISBN 978-3-86686-299-9.
- Österreich: Welterbesteig Wachau. Stein, Welver 2011, ISBN 978-3-86686-323-1.
- Attentage. Echomedia, Wien 2011, ISBN 978-3-902672-47-6.
- Südtirol: Meraner Höhenweg mit Spronser Seen und Waalwegen Stein, Welver 2014, ISBN 978-3-86686-413-9.
- Regierung, Reformen und die Realität, Österreichisches Jahrbuch für Politik 2017 Böhlau, Wien 2018, ISBN 978-3-205-20731-3.[11]